# Biosenyal
Un biosenyal és qualsevol senyal en éssers vius que es pot mesurar i controlar contínuament. El terme biosenyal s'utilitza sovint per referir-se a senyals bioelèctrics, però pot referir-se tant a senyals elèctrics com a no elèctrics. La comprensió habitual és referir-se només a senyals que varien en el temps, tot i que també s'inclouen variacions de paràmetres espacials (per exemple, la seqüència de nucleòtids que determina el codi genètic).

## Biosenyals elèctrics
Els biosienyals elèctrics, o senyals de temps bioelèctrics, solen fer referència al canvi de corrent elèctric produït per la suma d'una diferència de potencial elèctric a través d'un teixit, òrgan o sistema cel·lular especialitzat com el sistema nerviós. Així, entre els senyals bioelèctrics més coneguts es troben:
- Electroencefalograma (EEG)
- Electrocardiograma (ECG)
- Electromiograma (EMG)
- Mecanomograma (MMG)
- Electrooculograma (EOG)
- Activitat electrodèrmica (EDA)
- Magnetoencefalografia (MEG)

EEG, ECG, EOG i EMG es mesuren amb un amplificador diferencial que registra la diferència entre dos elèctrodes connectats a la pell. Tot i això, l'activitat electrodèrmica (o resposta de la pell galvànica) mesura la resistència elèctrica i el MEG mesura el camp magnètic induït pels corrents elèctrics (electroencefalograma) del cervell.
Amb el desenvolupament de mètodes per a la mesura remota de camps elèctrics mitjançant la nova tecnologia de sensors, les biosenyals elèctriques com EEG i ECG es pot mesurar sense contacte elèctric amb la pell. Es pot aplicar per exemple per al control remot de les ones cerebrals i el batec cardíac dels pacients que no s'han de tocar, en particular els pacients amb cremades greus.
Els corrents elèctrics i els canvis en les resistències elèctriques a través dels teixits també es poden mesurar des de les plantes.
Les biosenyals també es poden referir a qualsevol senyal no elèctric capaç de ser controlat des d'éssers biològics, com ara senyals mecàniques (per exemple, el mecanomicograma o MMG), senyals acústics (per exemple, pronunciacions fonètiques i no fonètiques, respiració), senyals químics (p. pH, oxigenació) i senyals òptiques (per exemple, moviments).

## Ús en contexts artístics
En els darrers anys, l'ús de biosenyals ha adquirit interès entre la comunitat artística internacional d'intèrprets i compositors que utilitzen biosenyals per produir i controlar el so. La investigació i la pràctica en el camp remunten dècades en diverses formes i últimament han gaudit d'un ressorgiment, gràcies a la creixent disponibilitat de tecnologies més assequibles i menys molestes. Tot un article de eContact !, publicat per la Canadian Electroacoustic Community el juliol de 2012, es va dedicar a aquest tema, amb aportacions de les figures clau del domini.